# Minto (Nuovo Brunswick)
Minto è un villaggio del Canada, situato nella provincia del Nuovo Brunswick.